# Comisión Nacional de Actividades Espaciales

Logo der CONAE

Die Comisión Nacional de Actividades Espaciales (CONAE, spanisch Nationale Kommission für Weltraumaktivitäten) ist die Raumfahrtbehörde Argentiniens. Sie wurde im Jahr 1991 gegründet und ist dem Außenministerium unterstellt, ist also eine rein zivile Organisation. Die Behörde hatte 2011 ein Budget von umgerechnet etwa 72 Millionen Euro.
Die CONAE konzipiert in Kooperation mit Unternehmen wie der INVAP eigene Satellitenmissionen. Daneben ist es mittelfristiges Ziel, selbst ein Trägerraketenprogramm aufzubauen. Zu diesem Zweck wurde zunächst das CONDOR-Programm, das Mitte der 1990er Jahre wegen wirtschaftlicher Schwierigkeiten und internationalem Druck auf Eis gelegt wurde, und ab 1998 das Tronador-Programm gestartet. Der Test eines ersten Prototyps der Rakete im Juli 2007 verlief erfolgreich.
CONAE ist Mitglied der Internationalen Charta für Weltraum und Naturkatastrophen.

## Geschichte
Das argentinische Raumfahrtprogramm wurde bereits in den 1940er Jahren mit der Gründung der Sociedad Argentina Interplanetaria durch Teófilo Tabanera begründet. Aus dieser Gesellschaft ging am 28. Januar 1960 unter dem Namen Comisión Nacional de Investigaciones Espaciales (CNIE) eine staatliche Behörde hervor, die damals jedoch noch von der Luftwaffe abhing, deren Institut Instituto de Investigaciones Aeronáuticas y Espaciales (später Dirección General de Desarrollos Espaciales) mit der Entwicklung von Raketensystemen beauftragt war. Der erste Start einer argentinischen Höhenforschungsrakete, der Alpha Centauro, erfolgte am 2. Februar 1961 vom Militärstützpunkt Santo Tomás in der Provinz Cordoba. Weitere Raketentypen folgten. Nach der Demokratisierung 1983 und internationalem Druck Ende der 80er und zu Beginn der 90er Jahre, der den Bau von Langstreckenraketen zu verhindern versuchte, wurde 1991 die rein zivile CONAE gegründet und alle Programme und infrastrukturelle Einrichtungen, die mit der Raumfahrt zusammenhingen, auf diese Organisation übertragen. Seit 1996 hat die CONAE bisher drei eigene Satellitenmissionen entwickelt.

## Installationen
Das bedeutendste Zentrum der CONAE ist das Centro Espacial Teófilo Tabanera in Falda del Carmen, ca. 15 km südwestlich von Córdoba. In diesem befinden sich ein Steuerungszentrum, mit dem die argentinischen Satelliten gesteuert werden, sowie ein Entwicklungsbunker, in dem das Tronador-Projekt verfolgt wird. Ebenfalls betreibt die CONAE ein Satellitenmuseum in dieser Einrichtung.

## Satellitenmissionen

### SAC
Die CONAE startete 1996 gemeinsam mit INVAP das SAC-Programm und damit das erste professionelle Satellitenprogramm Argentiniens. Schon 1990 war zwar der Satellit Lusat-1 in Kooperation mit der ESA gestartet worden, dieser war jedoch ein reines Demonstrationsobjekt und nicht von der CONAE, sondern von Funkamateuren entwickelt.
Bei den SAC-(Satellite de Aplicaciones Cientifico)-Satelliten handelt es sich um Forschungssatelliten mit verschiedenen Aufgaben:

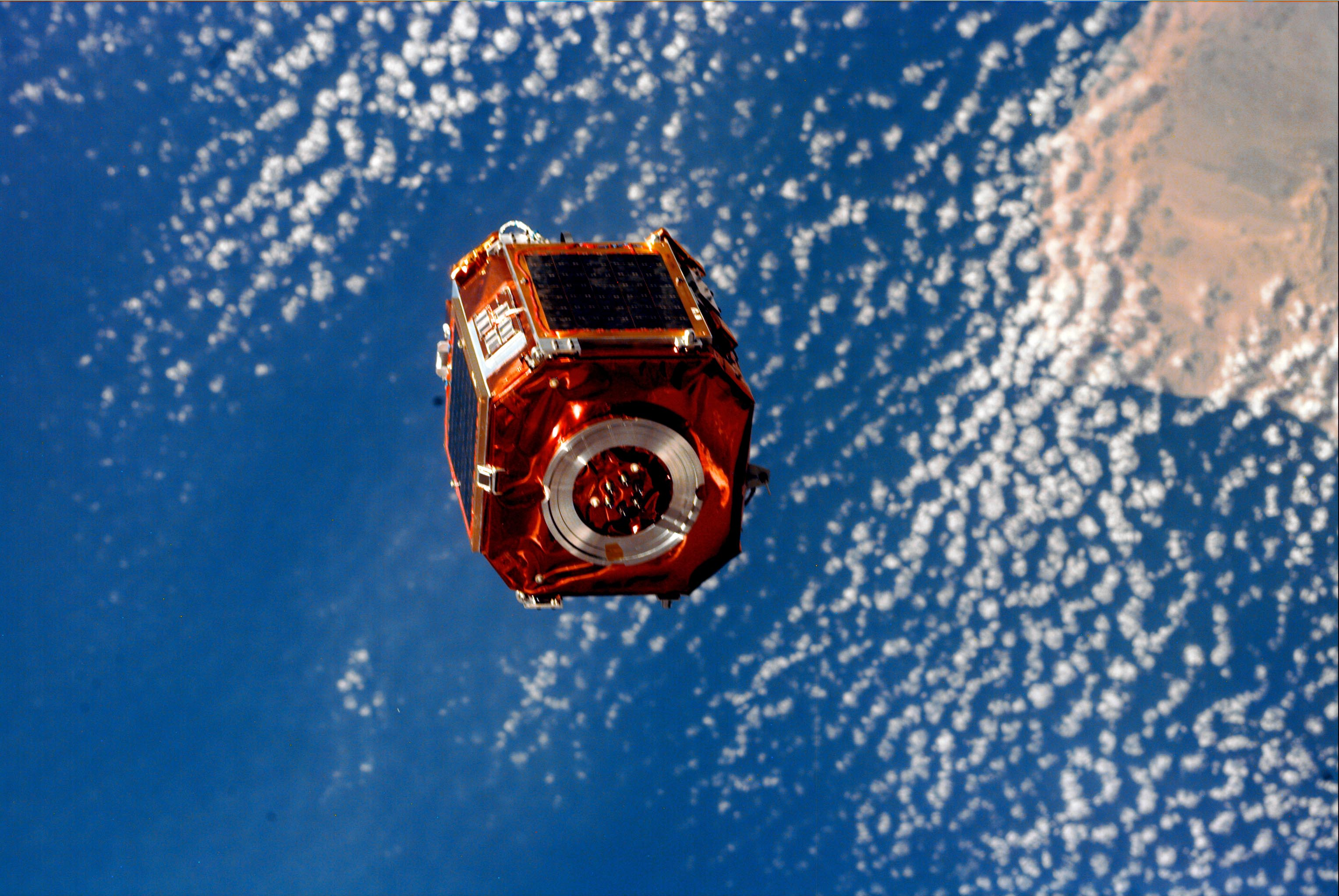
SAC-A nach dem Aussetzen durch das Space Shuttle

- SAC-B wurde 1996 als erster der Reihe gestartet und war ein astronomischer Satellit. Die Mission schlug jedoch fehl, da sich der Apparat nicht von der letzten Raketenstufe abgetrennt wurde und sich so nicht selbst mit Strom versorgte und daher nach nur wenigen Umläufen die Batteriekapazität erschöpft war. Dennoch konnten alle Instrumente erfolgreich getestet werden.
- SAC-A folgte 1998, seine Aufgabe war das Testen zahlreicher Instrumente für spätere Modelle. Die Mission wurde erfolgreich durchgeführt.
- SAC-C (2000) dient der Erdbeobachtung. Der Satellit überschritt seine auf vier Jahre ausgelegte Lebensdauer bei weitem und blieb bis 2007 in Betrieb. Mit SAC-C nimmt Argentinien am Vertragswerk Internationale Charta für Weltraum und Naturkatastrophen teil.

- SAC-D / Aquarius startete 2011 und war ein Kooperationsprojekt mit der NASA. Seine Aufgabe war die Messung des Salzgehalts des Meeres sowie die Beobachtung von Waldbränden und Überschwemmungen, bis er 2015 frühzeitig ausfiel.[3]
- SAC-E / SABIA, der sich noch in einem frühen Entwicklungsstadium befindet und gemeinsam mit Brasilien konzipiert wird, wird ebenfalls der Erdbeobachtung dienen. Sein Start wird für das zweite Jahrzehnt des 21. Jahrhunderts anvisiert.
- SAC-F / ALSAT-2 ist ein weiteres geplantes Erdbeobachtungssatellitenprojekt, das gemeinsam mit Algerien durchgeführt wird.

### SIASGE und die SAOCOM-Satelliten
Das SIASGE (Sistema Italo Argentino de Gestión de Emergencias / Argentinisch-Italienisches System zum Notfallmanagement)-Projekt wird gemeinsam mit der italienischen Raumfahrtbehörde ASI entwickelt. Die Satelliten haben militärische und zivile Aufgaben und beinhalten besonders Instrumente für die Frühwarnung vor Naturkatastrophen, etwa ein Messgerät zur Messung der Feuchtigkeit des Bodens.
Der erste Satellit des aus vier Satelliten bestehenden italienischen Segments dieses Programms (COSMO-Skymed) wurde Juni 2007 in die Erdumlaufbahn gebracht. Der von der CONAE entwickelte Satellit des Programms, SAOCOM 1A, wurde am 8. Oktober 2018 gestartet, und dessen Geschwistersatellit, SAOCOM 1B, am 30. August 2020.

## Trägerraketen
Seit dem Beginn des argentinischen Raumfahrtprogrammes in den 60er Jahren versucht Argentinien, ein eigenständiges Trägerraketen-System zu entwickeln. Bis in die 1980er Jahre hinein stand jedoch eine militärische Nutzung im Vordergrund, was auch internationales Misstrauen auf Argentinien zog, insbesondere in Hinblick auf den Falklandkrieg. Bis heute wurde das Ziel eines eigenständigen Trägersystems nicht erreicht, dennoch gelangen zahlreiche Tests mit Höhenforschungsraketen. So erreichte die Castor-Rakete im Jahr 1975 eine Höhe von 470 km und war damit zu seiner Zeit eine der leistungsfähigsten Systeme der Welt.
Kurz vor der Serienreife befanden sich bisher zwei konkrete Projekte: das vorwiegend militärische CONDOR-Projekt (1983–93), das erst gegen Ende von der neu gegründeten CONAE übernommen wurde, und das rein zivile TRONADOR-Projekt (ab 1998, erster erfolgreicher Start 2007), das in Kooperation mit Brasilien vorangetrieben wird und sich auf die Erfahrungen mit CONDOR stützt.

### CONDOR
In den 1980er Jahren wurde von den argentinischen Streitkräften die Trägerrakete CONDOR entwickelt, später in Kooperation mit der neu gegründeten CONAE. Entwickelt wurden die Prototypen in einem Bunker in Falda del Carmen nahe dem Raumfahrtzentrum Teófilo Tabanera. Sie wurden auch auf eine mögliche militärische Nutzung als Interkontinentalrakete hin konzipiert.
CONDOR I wurde noch ohne CONAE-Beteiligung 1985 fertiggestellt. Dabei handelte es sich um eine Höhenforschungsrakete mit Feststoffantrieb. Eine modifizierte Version namens CONDOR-IA, auch Alacrán (Skorpion) genannt, wurde mehrmals zwischen 1988 und 1993 getestet. Ein zweistufiger Prototyp namens CONDOR II wurde in denselben Jahren entwickelt, auch existierten Pläne zu einem dreistufigen Nachfolger CONDOR III. Das Programm wurde jedoch von der Menem-Regierung auf Eis gelegt, bevor ein Test erfolgen konnte. Die Rakete wurde daraufhin 1993 zerstört, auch auf Druck des Vereinigten Königreiches, das eine Invasion der Falklandinseln befürchtete, und der USA, die in dem Projekt wegen der Zusammenarbeit Argentiniens mit dem damals von Saddam Hussein regierten Irak eine Bedrohung vermuteten. Die irakische Rakete Badr-2000 ist eine leicht abgeänderte Version der CONDOR II, die noch bis zum Dritten Golfkrieg weiterentwickelt wurde. Diese war jedoch ein rein militärisches Projekt.

### Tronador
Das Tronador-Projekt wurde 1998 konzipiert, aber erst seit 2004 offiziell in das Raumfahrtprogramm der CONAE übernommen, nachdem es 2003 kurz vor dem Aus stand. Es ist nur auf zivile Nutzung ausgelegt und hat als Ziel ein System leichter Trägerraketen für Lasten bis 200 kg. Grund für das Programm sind die hohen Kosten, die Argentinien für den Start eigener Satelliten an andere Raumfahrtnationen zahlen muss, sowie die in der Branche üblichen langen Wartezeiten. Ziel ist es, noch im zweiten Jahrzehnt des 21. Jahrhunderts ein funktionierendes Trägerraketen-System aufzubauen. Technologische Basis für Tronador ist das CONDOR-System, das jedoch grundlegend konzeptionell geändert wurde. Eine militärische Nutzung dieser Rakete ist nicht vorgesehen, und die Reichweite wurde drastisch verringert, um nicht mit internationalen Vorschriften gegen Langstreckenraketen zu kollidieren.
Zu Testzwecken wurde im Juli 2007 der erste Prototyp Tronador-1 erfolgreich gestartet. Dieser hatte noch nicht die erforderliche Größe (3,7 m), um in eine für einen Orbit taugliche Höhe vorzudringen, sondern sollte die Funktionsfähigkeit des Motors erproben. Tronador-2, die von den technischen Daten, nicht aber vom internen Aufbau her sehr dem CONDOR II aus den 90er Jahren ähnelt, befindet sich aktuell in Entwicklung. Dabei fließen Forschungsarbeiten des brasilianischen VBS-Programms ein, das Mitte 2007 einen erfolgreichen Test mit der Rakete VBS-30 vorweisen konnte, die 270 km Höhe erreichte. Tronador-2, das im Gegensatz zu Tronador 1 flüssigen Treibstoff verwendet, soll das Einbringen einer Nutzlast in einen niedrigen Orbit ermöglichen. Der erste Start war für Juni oder Juli 2014 geplant und sollte den Satelliten ARSAT-1 ins All bringen. Der erste suborbitale Testflug des Demonstrators VEx-1A schlug jedoch am 26. Februar 2014 fehl. Statt der geplanten 300 m Höhe erhob sich die Rakete nur wenige Meter und stürzte auf den Startplatz zurück, jedoch ohne zu explodieren. Der Start von VEx-1B verlief am 15. August 2014 jedoch erfolgreich und brachte die Rakete auf eine Maximalhöhe von 2200 Metern.
Mit Planungsstand von 2012 hatte die Tronador II hat folgende technische Daten:
- Höhe: 27 m
- Durchmesser: 1,5 bis 2,5 m
- Gesamtgewicht: 60 t
- Leergewicht: 8 t
- Maximale Nutzlast: 250 kg
- Zielorbit: LEO oder Polarbahn von maximal 600 km Höhe
- Schub 1. Stufe: 883 MN (90 t)
- Schub 2. Stufe: 294 MN (30 t)
- Schub 3. Stufe: 39 MN (4 t)

Anfang 2025 wurde hingegen eine maximale Nutzlast von 750 kg genannt, bei unveränderter Höhe, einem Durchmesser von 2,5 m, einer auf 72 t erhöhten Startmasse und gleichem Erststufenschub.